# Aphria latifrons
Aphria latifrons là một loài ruồi trong họ Tachinidae.